# Élise Delzenne
Élise Delzenne (Lesquin, 28 de gener de 1989) és una ciclista francesa, professional des del 2013 i actualment a l'equip del Lotto Soudal Ladies. Especialista tant en carretera com en pista. El 2013 es proclamà campiona nacional en ruta.

## Palmarès en ruta
- 2007
  -  Campiona de França júnior en Ruta
- 2013
  -  Campiona de França en ruta
- 2015
  - 1a a la Dwars door de Westhoek
  - Vencedora d'una etapa a la Gracia Orlová
- 2016
  - 1a al Trofeu d'Or i vencedora d'una etapa
- 2017
  - Vencedora d'una etapa al Gran Premi Elsy Jacobs

## Palmarès en pista
- 2014
  -  Campiona de França en Puntuació
- 2015
  -  Campiona de França en Puntuació
  -  Campiona de França en Persecució
  -  Campiona de França en Scratch
- 2016
  -  Campiona de França en Puntuació
  -  Campiona de França en Persecució

### Resultats a laCopa del Món en pista
- 2016-2017
  - 1a a Glasgow, en Scratch